# 亚历山大·列别金斯基
亚历山大·伊格纳季耶维奇·列别金斯基（俄语：Александр Игнатьевич Лебединский，1913年1月7日—1967年9月8日），苏联天体物理学家、地球物理学家。

## 传记
列别金斯基出生于日内瓦一个律师家庭，不久全家搬到了辛菲罗波尔。1929年以第一名的成绩毕业于辛菲罗波尔实验学1号，1932年从克里米亚师范学院毕业，1935年在列宁格勒大学完成研究生学业后，他成为了大学天文台的成员，1938年-为副教授；1948年-大学天体物理系教授；1953年-莫斯科国立大学教授。可惜的是，1967年9月8日他不幸英年早逝。

## 科学贡献
列别金斯基的主要工作是在天体物理、地球物理、空间探索和天文设备的建设领域，是磁流体力学的先驱之一。与L.古列维奇（Л. Э. Гуревичем）一起证明太阳风发电效应的可能性。他调查了矮星因引力坍缩的热核爆炸所引发的超新星爆发模式。他大部分精力集中于对宇宙起源的研究。他同L.古列维奇对天体演化、恒星起源等提出了一些重要的看法和思想，他也是前苏联首批极光研究者之一。
1948–1950年间，他组织了一系列对北极地区极光的考察研究。创建了一台能自动连续对天空进行拍摄并获取整个天空光谱的设备，此类设备在国际地球物理年期间被用于对北极和南极天空的巡视，其结果获得非常有价值的科学资料。他曾参与了卫星和空间探测器上研究分光光度设备的研制，1964年来的“宇宙”系列卫星就带有该仪器。
1947年，他参加了到巴西观察日食的远行，为了这一目的曾开发了一架特殊的多通道光谱仪。他是国际天文联合会、国际大地测与地球物理联合会、地磁和与高层大气物理国际协会极光委员会成员，以及国际期刊《行星和空间科学》的编委会成员。

## 荣誉
- 月球上的“列别金斯基环形山”就是以他的名字命名的[1]。